# Coleharbor
Coleharbor (arikara: neetuhčitákux [neetUhčitákUx]) és una població dels Estats Units a l'estat de Dakota del Nord. Segons el cens del 2000 tenia 106 habitants.

## Demografia
Segons el cens del 2000, Coleharbor tenia 106 habitants, 42 habitatges, i 30 famílies. La densitat de població era de 227,4 hab./km².
Dels 42 habitatges en un 31% hi vivien nens de menys de 18 anys, en un 64,3% hi vivien parelles casades, en un 9,5% dones solteres, i en un 26,2% no eren unitats familiars. En el 21,4% dels habitatges hi vivien persones soles el 9,5% de les quals corresponia a persones de 65 anys o més que vivien soles. El nombre mitjà de persones vivint en cada habitatge era de 2,52 i el nombre mitjà de persones que vivien en cada família era de 2,94.
Per edats la població es repartia de la següent manera: un 25,5% tenia menys de 18 anys, un 7,5% entre 18 i 24, un 24,5% entre 25 i 44, un 26,4% de 45 a 60 i un 16% 65 anys o més.
L'edat mediana era de 43 anys. Per cada 100 dones de 18 o més anys hi havia 113,5 homes.
La renda mediana per habitatge era de 33.750 $ i la renda mediana per família de 40.313 $. Els homes tenien una renda mediana de 27.000 $ mentre que les dones 13.750 $. La renda per capita de la població era de 13.845 $. Entorn del 6,9% de les famílies i el 12,1% de la població estaven per davall del llindar de pobresa.

## Poblacions més properes
El següent diagrama mostra les poblacions més properes.